# Epilobium jinshaense
Epilobium jinshaense är en dunörtsväxtart som beskrevs av John Earle Raven och H. Li. Epilobium jinshaense ingår i släktet dunörter, och familjen dunörtsväxter. Inga underarter finns listade i Catalogue of Life.